# Contea di Hawaii
La contea di Hawaii (in inglese Hawaii County o County of Hawai'i; in hawaiano Kalana o Hawaiʻi) è una contea dello Stato delle Hawaii, negli Stati Uniti. La popolazione al censimento del 2010 era di 185 079 abitanti. Il capoluogo di contea è Hilo.

## Geografia fisica
Il territorio comprende l'intera isola di Hawaii, la più grande e più meridionale dell'arcipelago omonimo.
Lo United States Census Bureau certifica che l'estensione della contea è di 13 175 km², di cui 10 432 km² su terraferma.
In questa contea si trovano diverse aree protette, tra cui il parco nazionale dei vulcani delle Hawaii.

### Contee confinanti
- Contea di Maui - nord-ovest

## Distretti
| Nr. | Distretto    | Mappa |                                       |
| --- | ------------ | ----- | ------------------------------------- |
| 1   | Puna         | Mappa | District subdivision of Hawaii County |
| 2   | South Hilo   | Mappa | District subdivision of Hawaii County |
| 3   | North Hilo   | Mappa | District subdivision of Hawaii County |
| 4   | Hāmākua      | Mappa | District subdivision of Hawaii County |
| 5   | North Kohala | Mappa | District subdivision of Hawaii County |
| 6   | South Kohala | Mappa | District subdivision of Hawaii County |
| 7   | North Kona   | Mappa | District subdivision of Hawaii County |
| 8   | South Kona   | Mappa | District subdivision of Hawaii County |
| 9   | Kaʻū         |       | District subdivision of Hawaii County |

## Census-designated place
| - ʻĀinaloa - Black Sands - Captain Cook - Discovery Harbour - Eden Roc - Fern Acres - Fern Forest - Halaʻula - Hawaiian Acres - Hawaiian Beaches - Hawaiian Ocean View - Hawaiian Paradise Park - Hāwī - Hilo | - Hōlualoa - Honalo - Hōnaunau-NāpōʻopoʻoHonokaʻa - Honomū - Kahaluʻu-Keauhou - Kailua - Kaiminani - Kalaoa - Kalapana - Kaloko - Kamaili - Kapaʻau - Keaʻau - Kealakekua | - Kukuihaele - Kurtistown - Laupāhoehoe - Leilani Estates - Mauna Loa Estates - Mountain View - Nāʻālehu - Nānāwale Estates - Orchidlands Estates - Paʻauilo - Pāhala - Pāhoa - Pāpaʻikou - Pepeʻekeo | - Paukaʻa - Puakō - Royal Hawaiian Estates - Seaview - Tiki Gardens - Volcano - Volcano Golf Course - Waikoloa Beach Resort - Waikoloa Village - Waimea - Wainaku |

## Gemellaggi[2]
- Izu Ōshima, dal 1962
- Nago, dal 1986
- La Serena, dal 1994
- Yurihama, dal 1996
- Shibukawa, dal 1997
- Sumoto, dal 2000
- Kumejima, dal 2011
- Ormoc, dal 2011
- Contea di Gokseong, dal 2011
- La Réunion, dal 2012
- Cabugao, dal 2017